# Amata pedemontii
Amata pedemontii är en fjärilsart som beskrevs av Rocci 1944. Amata pedemontii ingår i släktet Amata och familjen björnspinnare. Inga underarter finns listade i Catalogue of Life.